# Lipót Schulhof
Lipót Schulhof (Baja, 12 marzo 1847 – Parigi, 10 ottobre 1921) è stato un astronomo ungherese noto anche come Leopold Schulhof, secondo la forma in tedesco, lingua dominante nell'allora impero austro-ungarico, del proprio nome.
Ha lavorato agli osservatori di Vienna e di Parigi. La corretta previsione nel 1893 del ritorno della cometa 15P/Finlay gli valse l'assegnazione del premio Lalande. Ottenne nuovamente il premio nel 1920 per il calcolo, effettuato in collaborazione con Joseph François Bossert, dell'orbita della cometa 12P/Pons-Brooks.
Il Minor Planet Center gli accredita la scoperta dell'asteroide 147 Protogeneia effettuata il 10 luglio 1875.
Gli è stato dedicato l'asteroide 2384 Schulhof.